# Ізмоденово
Ізмоде́ново (рос. Измоденово) — село у складі Махньовського міського округу Свердловської області.
Населення — 584 особи (2010, 619 у 2002).
Національний склад населення станом на 2002 рік: росіяни — 97 %.